# Léon Level
Léon Level (Hédouville, 12 luglio 1910 – Parigi, 26 marzo 1949) è stato un ciclista su strada francese.
Professionista dal 1933 al 1949, lo scoppio del secondo conflitto mondiale penalizzò notevolmente la sua carriera.
Vinse una tappa al Tour de France 1936 e concluse al secondo posto il Tour de Suisse 1934 dietro il tedesco Ludwig Geyer.

## Palmarès
- 1933 (Génial Lucifer, una vittoria)

5ª tappa Grand Prix Wolber
- 1935 (Helyette/Essor, quattro vittorie)

Polymultipliée
Circuit de Mont-Blanc
Parigi-Contres
4ª tappa Tour de Suisse (Lucerna > Ginevra)
- 1936 (Helyette, una vittoria)

9ª tappa Tour de France (Briançon > Digne)
- 1937 (Helyette, una vittoria)

11ª tappa Tour du Maroc (Fez > Casablanca)
- 1938 (Helyette/Adler, due vittorie)

Losanna-Ginevra
7ª tappa Deutschland Tour (Friedrichshafen > Friburgo)

### Altri successi
- 1938 (Helyette/Adler, una vittoria)

Criterium di Boussac

## Piazzamenti

### Grandi giri
- Tour de France

1933: 7º
1934: 21º
1936: 10º
- Giro d'Italia

1935: 24º

### Classiche monumento
- Milano-Sanremo

1938: 15º
- Parigi-Roubaix

1936: 10º
1943: 25º